# Profiler - Intuizioni mortali
Profiler - Intuizioni mortali (Profiler) è una serie televisiva andata in onda sulla rete statunitense NBC dal 1996 al 2000, prodotta dalla Sander/Moses Productions in associazione con NBC Studios e Three Putt Productions (stagioni 3-4) e creata da Cynthia Saunders. 
La serie segue le investigazioni di un'esperta di psicologia criminale, membro della fittizia Violent Crimes Task Force di Atlanta, Georgia. Nello specifico la serie si concentra sull'esercizio di pratiche di profilazione criminale.
In Italia è stata trasmessa in chiaro dal 5 giugno 2000 al 29 gennaio 2006 prima su Rai 2 per le prime due stagioni, poi su Fox per la terza e successivamente sul canale satellitare Fox Crime per l'ultima.

## Cast tecnico e artistico
Ally Walker interpreta la Dottoressa Samantha Waters nel corso delle prime tre stagioni (1996-1999), mentre è sostituita da Jamie Luner durante la quarta ed ultima stagione. Robert Davi, Roma Maffia, Peter Frechette, Erica Gimpel e Julian McMahon costituiscono il resto del cast durante il corso della serie. Nel 1998 Evan Rachel Wood si inserisce nel ruolo della figlia di Samantha, sostituendo l'attrice Caitlin Wachs. Fra le guest star dell'ultima stagione (2000) figura l'attrice australiana Kimberley Davies.
I produttori esecutivi della serie sono Ian Sander e Kim Moses, mentre co-produttore esecutivo è George Geiger (impegnato, fra l'altro, in Miami Vice). Creatrice della serie e supervisore alla produzione è infine Cynthia Saunders. Profiler è caratterizzata da un protagonista e da una trama di fondo simili alla serie televisiva Millennium, creata da Chris Carter e prodotta dalla Fox. Entrambi gli show iniziarono le trasmissioni nella stagione 1996-1997.

## Trama
La dottoressa Samantha "Sam" Waters (Ally Walker) è una psicologa criminale membro della Violent Crimes Task Force. Il suo dono unico di "vedere" attraverso gli occhi di altre persone le permette di avere un intuito speciale nell'entrare nelle menti criminali. Pur adempiendo diligentemente i suoi doveri, i veri motivi che spingono il lavoro di Samantha sono nella morte di suo marito, sgozzato anni prima da un serial killer conosciuto come Jack (interpretato da Dennis Christopher e il cui volto viene rivelato solamente a metà della terza stagione). Sam fa parte di un gruppo d'élite guidato dal suo mentore, Bailey Malone (Robert Davi) e che include i detective John Grant (Julian McMahon) e Nathan Brubaker (Michael Whaley), l'hacker di computer George Fraley (Peter Frechette) e la specialista forense Grace Alvarez (Roma Maffia). Samantha vive in una ex-stazione di vigili del fuoco con la figlia Chloe Waters e l'amica Angel Brown (Erica Gimpel). Nella quarta stagione, dopo aver finalmente fermato Jack, Samantha si ritira e viene sostituita da una nuova psicologa criminale, Rachel Burke (Jamie Luner).

## Episodi
| Stagione         | Episodi | Prima TV originale | Prima TV Italia |
| ---------------- | ------- | ------------------ | --------------- |
| Prima stagione   | 22      | 1996-1997          | 2000            |
| Seconda stagione | 20      | 1997-1998          | 2000 e 2002     |
| Terza stagione   | 22      | 1998-1999          | 2004-2005       |
| Quarta stagione  | 20      | 1999-2000          | 2005-2006       |

## Curiosità
- Nel corso della III stagione è stato realizzato un cross-over con un'altra serie della NBC prodotto nello stesso periodo, Jarod il camaleonte. Il 19º episodio della III stagione di Jarod il camaleonte ("End Game 1") termina nel 20º episodio della III stagione di Profiler ("Grand Master 2"). Guest star del cross-over è stato l'interprete di Jarod Michael Terry Weiss.
- Anche nella IV stagione è stato realizzato un cross-over con Jarod il camaleonte: il 10º episodio di Jarod il camaleonte ("Spin Doctor 1") si conclude nel 10º episodio di Profiler ("Clean Sweep 2"). Inoltre il personaggio di Jarod partecipa anche come guest-star nel 18º episodio. In questa IV stagione i personaggi di Jarod e Rachel Burke si innamorano.
- Julian McMahon e Roma Maffia torneranno a lavorare insieme nella serie televisiva Nip/Tuck.

## Home video
I DVD con tutti gli episodi delle quattro stagioni della serie sono stati pubblicati, al momento, solo negli USA, tra il 2003 e il 2004. Rimangono quindi inediti in Italia.